# فیرهیون (حوزه سرشماری)، ورمانت
فیرهیون (به انگلیسی: Fair Haven) یک منطقهٔ مسکونی در ایالات متحده آمریکا است که در Fair Haven واقع شده‌است. فیرهیون ۷٫۲ کیلومتر مربع مساحت و ۲٬۲۶۹ نفر جمعیت دارد و ۱۱۷ متر بالاتر از سطح دریا واقع شده‌است.